# Roy Taylor (tenis)
Roy Taylor (1883–1934) fue un jugador australiano de tenis y también representó a Australia en lacrosse. Era corredor de bolsa de profesión. Ganó el campeonato individual de singles del estado de South Australia en 1912, 1913 y 1919. Taylor debutó en el Campeonato Australasiano en 1910 (perdiendo en la primera ronda contra Harry Parker). En las semifinales de 1913, el potente sacador Taylor lideraba a Harry Parker por 5-1 en el tercer set (habiendo dividido los sets 1-1) cuando se torció el tobillo. Aunque Taylor logró aguantar y llevarse el tercer set, perdió fácilmente los dos siguientes. En 1914, Taylor perdió en los cuartos de final ante Rupert Wertheim. En 1919, Taylor lideraba a Gerald Patterson por dos sets a cero en la segunda ronda antes de retirarse. En 1920, Taylor perdió en las semifinales ante Pat O'Hara Wood. Taylor falleció repentinamente mientras estaba en casa con su familia en 1934, a los 51 años.

## Finales de Grand Slam

### Dobles: (2 subcampeonatos)
| Resultado  | Año  | Campeonato                 | Superficie | Compañero    | Oponentes                     | Resultado          |
| ---------- | ---- | -------------------------- | ---------- | ------------ | ----------------------------- | ------------------ |
| Subcampeón | 1913 | Australasian Championships | Césped     | Harry Parker | Alf Hedeman Ernie Parker      | 6–8, 6–4, 4–6, 4–6 |
| Subcampeón | 1920 | Australasian Championships | Césped     | Horace Rice  | Pat O'Hara Wood Ronald Thomas | 1–6, 0–6, 5–7      |